# Moses Costa
Moses Costa C.S.C. (1950-2020) là một Giám mục người Bangladesh của Giáo hội Công giáo Rôma. Ông nguyên là Tổng giám mục chính tòa Tổng giáo phận Chattogram (tên cũ là Chittagong) và Tổng Thư kí Hội đồng Giám mục Bangladesh. Ông cũng từng là Giám mục chính tòa Giáo phận Dinajpur.

## Tiểu sử
Tổng giám mục Moses Costa sinh ngày 17 tháng 11 năm 1950 tại Toomilla, thuộc Bangladesh. Sau quá trình tu học dài hạn tại các chủng viện khác nhau theo quy định của Giáo luật, ngày 5 tháng 2 năm 1981, ở tuổi 30, Phó tế Costa tiến đến việc được truyền chức linh mục. Tân linh mục là thành viên linh mục đoàn dòng Thánh Giá [Viết tắt là C.S.C.; đầy đủ nguyên văn: Congregation of Holy Cross].
Với hơn mười lăm năm kinh nghiệm trong công tác mục vụ trên sứ vụ linh mục, ngày 5 tháng 7 năm 1996, tin tức loan đi từ Tòa Thánh cho biết Giáo hoàng đã tuyển lựa linh mục Moses Costa, 46 tuổi, làm Giám mục chính tòa Giáo phận Dinajpur. Các nghi thức tấn phong cho vị tân iám mục được cử hành sau đó vào ngày 6 tháng 9 cùng năm, với sự dự phần của ba giáo sĩ cao cấp chủ sự phần nghi thức truyền chức. Chủ phong cho vị tân chức là Tổng giám mục Adriano Bernardini, nguyên Sứ thần Tòa Thánh tại Bangladesh. Hai giáo sĩ khác với vai trò phụ phong, gồm Tổng Giám mục Michael Rozario, Tổng giám mục Tổng giáo phận Dahaka và Giám mục Theotonius Gomes, C.S.C., nguyên Giám mục chính tòa Giáo phận Dinajpur, Giám mục phụ tá Tổng giáo phận Dhaka. Tân giám mục chọn cho mình châm ngôn:Joy of Communion in Contemplation and Service.
Gần mười lăm năm trên cương vị lãnh đạo Giáo phận Dinajpur, Tòa Thánh quyết định thuyên chuyển Giám mục Costa đến Giáo phận Chittagong, làm Giám mục chính tòa cho Giáo phận này. Thông cáo được công bố vào ngày 6 tháng 4 năm 2011. Tân giám mục Chittagong quyết định đến nhận nhiệm sở mới vào ngày 27 tháng 5 cùng năm. Ngày 2 tháng 2 năm 2017, Giáo phận Chittagong được nâng cấp thành Tổng giáo phận, Giám mục Costa được Tòa Thánh tái bổ nhiệm lãnh đạo giáo phận này, với chức danh mới là Tổng giám mục chính tòa Tổng giáo phận Chittagong.
Ngoài các chức danh chính được Tòa Thánh bổ nhiệm, từ tháng 7 năm 2007 đến nay, ông còn kiêm nhiệm thêm nhiệm vụ Tổng Thư kí Hội đồng Giám mục Bangladesh. Ngày 28 tháng 12 năm 2018, Tổng giáo phận Chittagong đổi tên thành Chattogram. Ông qua đời ngày 13 tháng 7 năm 2020, thọ 70 tuổi.